# Neunkirchen (Weiden)
Neunkirchen ist ein Dorf und ein Stadtteil von Weiden in der Oberpfalz in Bayern. Bis 1972 war Neunkirchen bei Weiden eine Gemeinde.

## Geographie
Neunkirchen liegt als Stadtteil Weidens in der Planungsregion Oberpfalz-Nord. Der Stadtteil befindet sich im westlichen Gebiet in unmittelbarer Nähe der Stadt Weiden und liegt auf einem Hügel, der einen Blick auf Weiden sowie die umliegende Landschaft und den Basaltkegel Parkstein gewährt. Südwestlich von Neunkirchen grenzt die kreisfreie Stadt Weiden an den Markt Mantel, einen Teil des Landkreises Neustadt an der Waldnaab.

## Geschichte
Neunkirchen war die Mutterpfarrei von Weiden und ist eine frühe Gründung. Die Stammkirche, heute die evangelisch-lutherische St.-Dionysius-Kirche, geht dabei vermutlich auf die karolingische Zeit, jedenfalls auf das Jahr 1000 zurück. Die erste urkundliche Erwähnung befindet sich in einer päpstlichen Incorporations-Bestätigung, die 1298 von Papst Bonifaz VIII. ausgestellt wurde.
Der Ort war seit dem 15. Jahrhundert Sitz eines der sieben Gerichte des Gemeinschaftsamts Parkstein-Weiden, in denen der Parksteiner Landrichter zusammen mit zwölf Geschworenen in Fällen der hohen und niederen Gerichtsbarkeit urteilte.
Im Jahr 1542 wurde durch den Landesherrn Ottheinrich von der Pfalz der Protestantismus eingeführt. 1628 gebot Herzog Wolfgang Wilhelm von Pfalz-Neuburg seinen Untertanen die Rückkehr zum Katholizismus. Mit dem Neuburger Hauptvergleich wurde 1652 das Simultaneum in der Herrschaft Sulzbach und somit auch in Neunkirchen eingeführt. Sulzbach wurde 1777 wieder ein Teil Kurbayerns. Die politische Gemeinde Neunkirchen (284 Einwohner, 131 Gebäude) mit den Gemeindeteilen Neunkirchen (236 Einwohner davon 104 Katholisch, 115 Gebäude), Brandweiher und Wiesendorf (48 Einwohner davon vier Protestanten, 16 Gebäude) wurde 1818 durch das Gemeindeedikt in Bayern errichtet.
Am 1. Juli 1972 wurde die Gemeinde Neunkirchen bei Weiden nach Weiden eingemeindet.
Am 25. April 2018 gründeten zehn ortsansässige Vereine die Dorfgemeinschaft Neunkirchen und Umgebung e. V., um das Dorfleben in Neunkirchen gestalten zu können und die Interessen des Dorfes gegenüber der Politik zu vertreten. Auf dessen Initiative wurde 2019 im Stadtrat der Stadt Weiden i. d. OPf. die Erstellung eines städtebaulichen Konzepts beschlossen. Seit 2020 wird die Dorferneuerung im Dialog mit den Dorfbewohnern ausgearbeitet und wurde 2024 umgesetzt.

## Demographie
| Jahr | Einwohneranzahl | Gebäude | Wohnungen | Schulen | Rindvieh |
| ---- | --------------- | ------- | --------- | ------- | -------- |
| 1838 | 106             | 12      |           |         |          |
| 1875 | 275             | 130     |           |         | 288      |
| 1885 | 239             | 39      |           | 2       |          |
| 1925 | 263             | 44      |           | 2       |          |
| 1950 | 266             | 40      |           | 2       |          |
| 1961 | 222             | 49      |           | 2       |          |
| 1970 | 424             |         |           | 1       |          |
| 1987 | 1266            | 331     | 417       | 1       |          |
| 2011 | 1360            |         |           | 1       |          |

Neunkirchen war bis zu seiner Eingemeindung nach Weiden ein von landwirtschaftlichen Höfen geprägtes Dorf. Diese Struktur ist bis heute erhalten und im Ortskern von Neunkirchen wiederzufinden. Das rasante Bevölkerungswachstum ist mit der Erschließung eines Neubaugebietes im Osten in den 1950er und 1960er Jahren sowie einer Erweiterung in Richtung Westen in den 1980er und 1990er Jahren zu erklären.

## Baudenkmäler

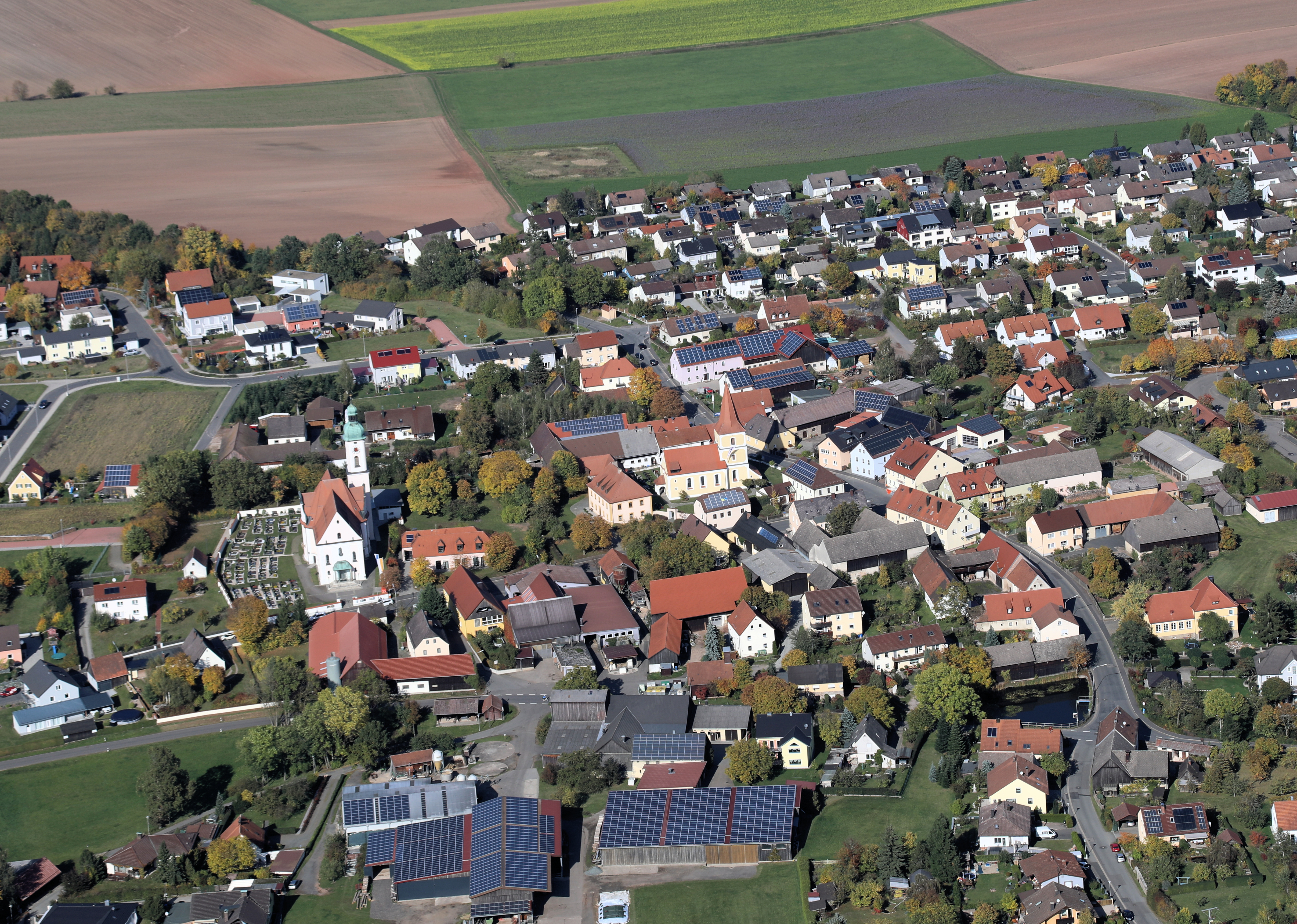
Luftansicht des Ortskerns mit den beiden Kirchen als prägende denkmalgeschützte Bauwerke von Neunkirchen.

### Ortskern Neunkirchen
Das Ensemble umfasst den Kern des Ortes Neunkirchen, der die Mutterpfarrei von Weiden war und durch das kirchliche Patrozinium des fränkischen Heiligen Dionysius auf eine frühe Gründungszeit verweist. Die beiden Kirchen in Höhenlage westlich der Stadt dokumentieren auf engstem Raum ein wesentliches Stück oberpfälzischer Konfessionsgeschichte mit dem eigentümlichen Simultaneum.

### Evangelisch-lutherische Kirche St. Dionysius sowie Pfarr- und Schulgebäude

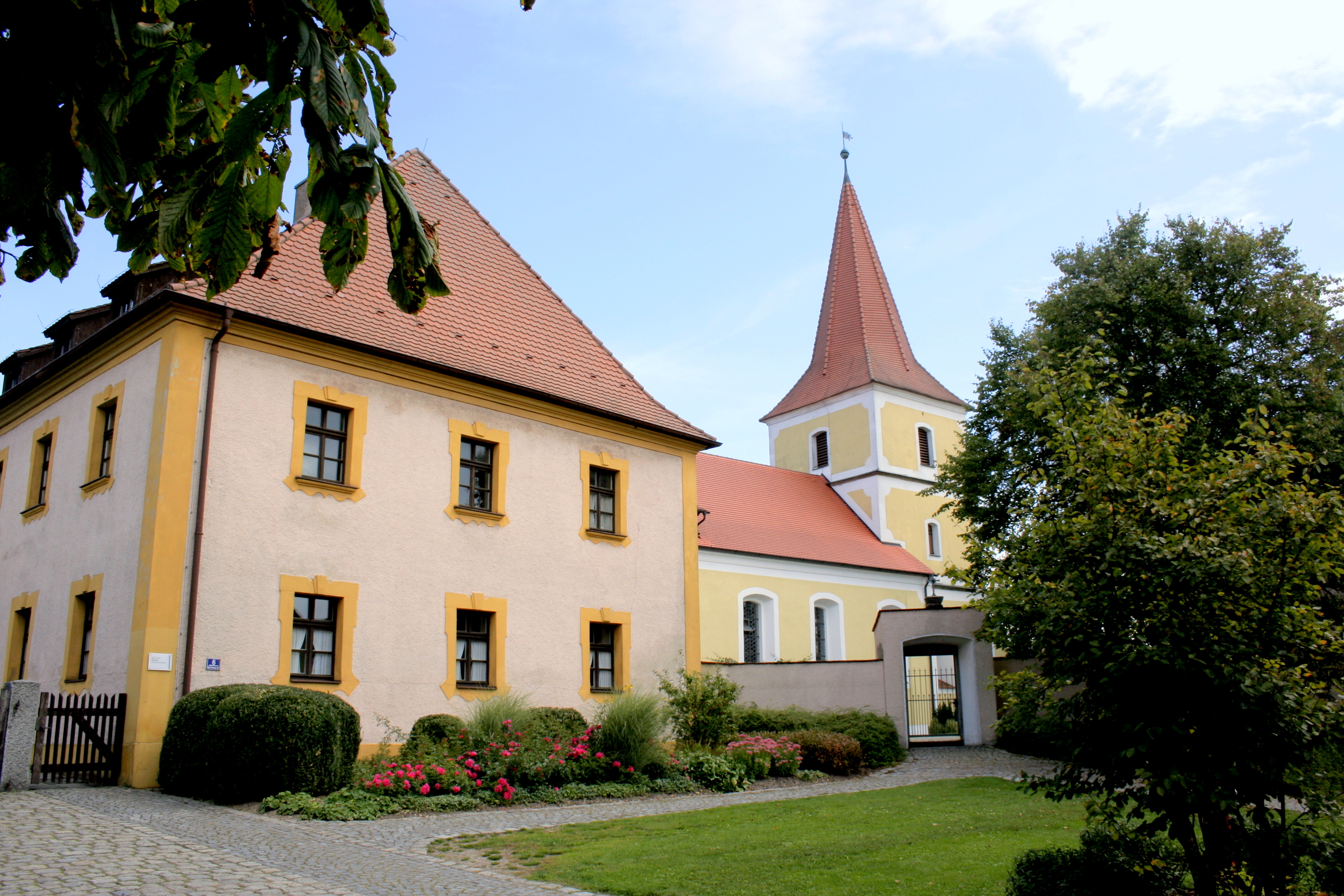
Evang.-luth. Kirche St. Dionysius mit Pfarrhof

Die mittelalterliche östliche Kirche, die heutige evangelisch-lutherische Pfarrkirche St. Dionysius, zeigt Wehrhaftigkeit am mächtigen Chorturm und an der hohen Kirchhofmauer. An der West- und Südseite stehen, ebenfalls in einbergender Funktion, die Pfarrhofsanlagen, das ehemalige evangelische Schulhaus aus dem 18. Jahrhundert und das ehemalige katholische Schulhaus von 1863, alle mit abgewalmten Dächern.

### Römisch-katholische Kirche St. Dionysius

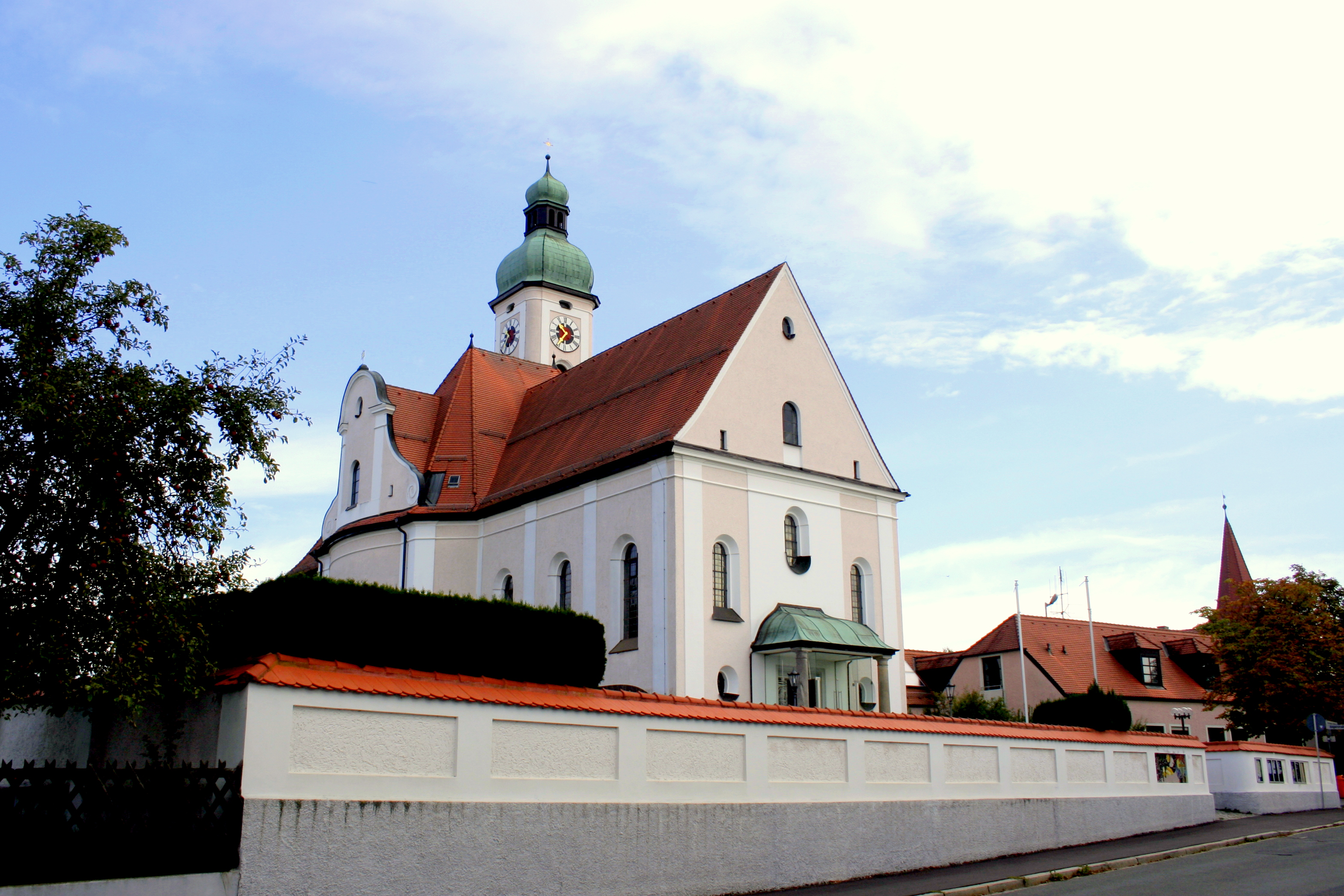
Römisch-katholische Kirche St. Dionysius

Als Gegenpol entstand im Westen 1910–1912 die neubarocke römisch-katholische Kirche St. Dionysius. Am Südost-Eck bildet ein gusseiserner Wegweiser ein reizvolles Detail.

## Vereine
- Dorfgemeinschaft Neunkirchen und Umgebung e. V.[19]
- Evangelische Landjugend Neunkirchen n. e. V.
- Freiwillige Feuerwehr Neunkirchen e. V.[20]
- Gemeinsam leben – Gemeinsam lernen e. V.[21]
- Katholischer Frauenbund n. e. V.
- Kolpingsfamilie Neunkirchen e. V.[22]
- Schützengesellschaft Freiheit Neunkirchen und Umgebung e. V.[23]
- Siedlergemeinschaft St. Michael Neunkirchen e. V.
- Tennisgemeinschaft Neunkirchen e. V.[24]
- TSV Neunkirchen 1982 e. V.[25]

## Verkehr

### Straßenverkehr
Die Hauptverkehrsader in Neunkirchen verläuft in Ost-West-Richtung von Weiden nach Mantel. Der meiste Straßenverkehr führt somit über die Staatsstraße 2166. Diese umfährt Neunkirchen im Süden und stellt somit teilweise eine Umgehungsstraße dar. Zudem verbindet sie Neunkirchen mit der Bundesautobahn 93. Die alte Straße von Weiden nach Mantel existiert noch und verbindet die Staatsstraße mit dem Ort. Deutlich geringerer Verkehr fällt auf die Nord-Süd-Achse der  Bundesstraße 470 am Brandweiher nach Mallersricht zur Staatsstraße 2238.

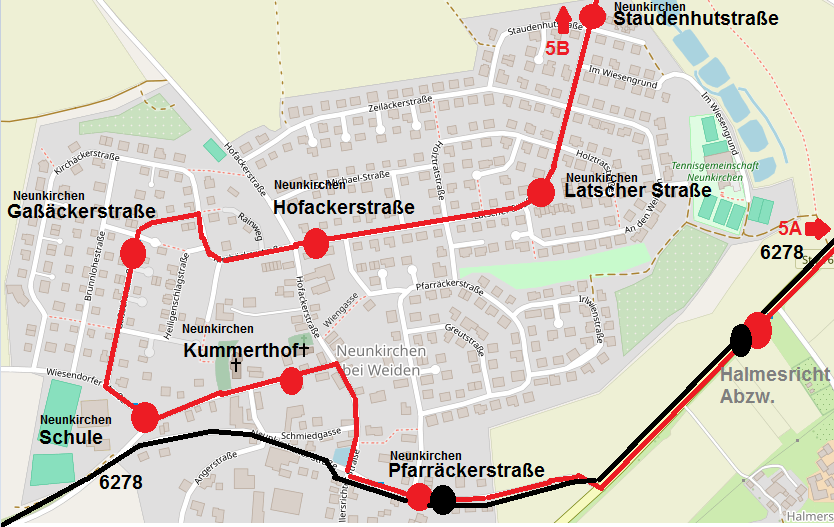
Busverkehr

### Busverkehr
Mit der Linie 5A bzw. 5B im Normalverkehr sowie der Linie 95 und 98 im Schwachverkehr ist Neunkirchen in das Liniennetz des Stadtbus Weiden integriert. Diese Linien stellen Rundlinien dar, die am Zentralen Omnibus Bahnhof in Weiden beginnen. In Stockerhut fahren die Busse dann entweder über den Weidingweg und Latsch oder über Frauenricht, nach Neunkirchen.